# Euphorbia cereiformis
Euphorbia cereiformis är en törelväxtart som beskrevs av Carl von Linné. Euphorbia cereiformis ingår i släktet törlar, och familjen törelväxter. Inga underarter finns listade i Catalogue of Life.